# Wojciech Smarzowski

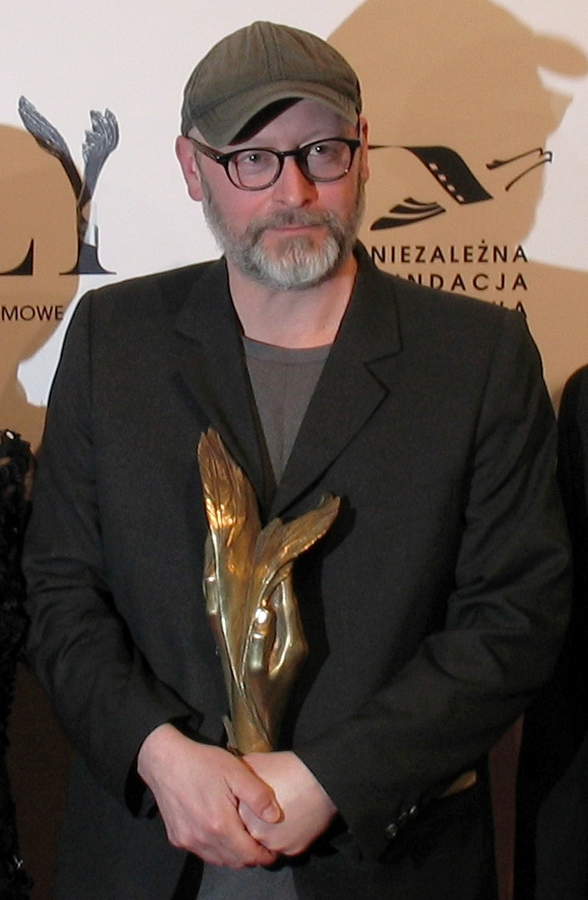
Wojciech Smarzowski mit dem 2012 gewonnenen Orzeł (Publikumspreis).

Wojciech „Wojtek“ Smarzowski (* 18. Januar 1963 in Korczyna bei Krosno) ist ein polnischer Filmregisseur.

## Leben
Smarzowski ist Absolvent des Fachbereichs Kamera an der Filmhochschule Łódź. Er studierte außerdem Filmwissenschaften an Jagiellonen-Universität in Krakau. Zu Beginn seiner Karriere drehte er Dokumentarfilme, Werbefilme und Musikvideos. Für sein Musikvideo zum Song To nie był film der polnischen Rockband Myslovitz wurde er 1998 dem wichtigsten polnischen Musikpreis Fryderyk ausgezeichnet.
Seine erste Spielfilmarbeit entstand 1999 für das polnische Fernsehen. 2004 kam sein Kinodebüt Eine Hochzeit und andere Kuriositäten heraus, das beim Locarno Film Festival uraufgeführt wurde. Beim anschließenden Polnischen Filmfestival Gdynia erhielt Smarzowski einen Sonderpreis der Jury und den Kritikerpreis. 2005 wurde der Film mehrfach mit dem Polnischen Filmpreis ausgezeichnet. Smarzowski erhielt den Preis für die beste Regie und das beste Drehbuch. Der Film wurde außerdem in der Kategorie Bester Film ausgezeichnet.
2009 erschien ein zweiter Spielfilm Dom zły mit ähnlich großem Erfolg wie das Erstlingswerk. Dom zły wurde auf dem Polnischen Filmfestival Gdynia 2009 mit dem Preis für die beste Regie, das beste Drehbuch und den besten Schnitt ausgezeichnet. Bei der Preisverleihung des Polnischen Filmpreises erhielt der Film die Auszeichnungen für die beste Regie und die beste Kamera (Krzysztof Ptak). Außerdem wurden der Schnitt ausgezeichnet und der Film erhielt den Publikumspreis.
2011 gewann Smarzowskis Spielfilm Róża (deutsch: Rose) über das Schicksal einer jungen Deutschen in Ostpreußen in den Jahren 1944 bis 1946 beim Internationalen Filmfestival Warschau sowohl den Warsaw Grand Prix als auch den Publikumspreis.
Sommer 1943 – Das Ende der Unschuld (Wołyń), Smarzowskis Spielfilm über die Massaker in Wolhynien und Ostgalizien, wurde 2017 mit dem Polnischen Filmpreis (Orzeł) in acht Kategorien ausgezeichnet; in weiteren sechs war er nominiert, was ein Rekord ist. Der Film wurde vorwiegend sehr positiv rezipiert; trotz der kontroversen und historisch schwierigen Thematik bekam Smarzowski Lob sowohl von konservativen, der Regierungspartei nahen Kreisen (darunter von Jacek Kurski, dem Chef des Staatsfernsehens), als auch in regierungskritischen Medien. Der Film wurde als ein wichtiger Schritt im identitätshistorischen Dialog zwischen Polen und Ukraine bewertet.
2004 wurde Wojciech Smarzowski mit dem Kulturpreis Paszport Polityki ausgezeichnet.
Seit Dom zły arbeitet er eng mit dem polnischen Avantgarde-Jazz-Musiker Mikołaj Trzaska zusammen, der auch die Soundtracks zu Róża, Drogówka, Pod mocnym aniołem und Sommer 1943 – Das Ende der Unschuld schrieb und einspielte.
Smarzowski lebt in Danzig.

## Filmografie

### Regie
- 1998: Małżowina
- seit 2003: Na Wspólnej (TV-Serie, Folgen: 26–30, 47–51, 67–71, 82–86, 97–101, 162–166, 192–196, 212–216, 237–241, 252–256, 277–281, 311–315, 336–340, 361–365, 391–395, 441–445, 466–470, 706–710, 791–795, 811–815, 856–860, 876–880, 911–915, 931–935, 976–980)
- 2004: Eine Hochzeit und andere Kuriositäten (Wesele)
- 2008: BrzydUla (TV-Serie; Folgen: 1–20, 61–65)
- 2009: Londyńczycy 2 (TV-Serie; Folgen: 9–16)
- 2009: Dom zły
- 2011: Róża
- 2012: Drogówka
- 2013: Pod mocnym aniołem
- 2016: Sommer 1943 – Das Ende der Unschuld (Wołyń)
- 2018: Kler
- 2021: Wesele

### Drehbuch
- 1998: Małżowina
- 2000: Sezon na leszcza
- 2004: Eine Hochzeit und andere Kuriositäten (Wesele)
- 2009: Dom zły
- 2012: Drogówka
- 2013: Pod mocnym aniołem
- 2016: Sommer 1943 – Das Ende der Unschuld (Wołyń)
- 2018: Kler
- 2021: Wesele

### Kameraführung
- 1996: Psy totalitaryzmu